# Grand Theft Hamlet
Grand Theft Hamlet ist ein Dokumentarfilm des britischen Theaterschauspielers Sam Crane und seiner Ehefrau Pinny Grylls. Crane spielte während der Coronavirus-Pandemie gemeinsam mit seinem Schauspielerfreund Mark Oosterveen häufig das Online-Spiel Grand Theft Auto, und sie machten sich daran, in der virtuellen Spielewelt eine ganze eigene Version des Shakespeare-Dramas Hamlet zu inszenieren. Mit Grand Theft Hamlet dokumentierten sie den kreativen Schaffensprozess. Der Film feierte im März 2024 beim South by Southwest Film Festival seine Premiere und kam Anfang Dezember 2024 in die Kinos im Vereinigten Königreich. Im Februar 2025 wurde Grand Theft Hamlet in das Programm des Streamingdienstes MUBI aufgenommen.

## Inhalt
Der britische Theaterschauspieler Sam Crane und sein Schauspielerfreund Mark Oosterveen verbrachten im Jahr 2021 während der Coronavirus-Pandemie einen Großteil ihrer Zeit damit, Grand Theft Auto Online zu spielen und die scheinbar sinnlose Ablenkung des notorisch gewalttätigen Videospiels zu genießen. Nachdem sie im Spiel vor der Polizei geflohen waren, fanden sie sich im Vinewood Bowl wieder, der GTA-Version des Hollywood Bowl.
Dort kündigten sie an, innerhalb des Spiels eine eigene Version von Hamlet inszenieren zu wollen. Der Film zeigt, wie sie alle Schritte vom Vorsprechen über Vorstellungen des Stücks an verschiedenen Orten in der virtuellen Welt bis hin zu einer Abschlussvorführung durchgehen. Crane spielt in dem Stück in der Titelrolle Hamlet und Oosterveen den Ratgeber Polonius.
Weil für Hamlet noch einige weitere Ensemblemitglieder gebraucht werden, starten Sam und Mark innerhalb von GTA Online ein Casting und schließen hierbei neue Onlinefreundschaften. Sams Lebensgefährtin Pinny Grylls dokumentiert das Treiben innerhalb des Spiels.

## Produktion

### Filmstab und Besetzung
Regie führten der britische Theaterschauspieler Sam Crane und seine Ehefrau Pinny Grylls. Sie schrieben gemeinsam auch das Drehbuch.
Crane spielt im Stück Hamlet. Der britische Theaterschauspieler stand bereits in einer Vielzahl von Shakespeare-Stücken am Londoner Shakespeare's Globe auf der Bühne. Er war auch in kleineren Rollen in Filmen wie Mord im Orient-Express, Christmas Candle – Das Licht der Weihnacht und Napoleon zu sehen. Seine Ehefrau Pinny Grylls spielt ebenfalls in dem Film, machte die Aufnahmen und übernahm auch den Filmschnitt. Sein Schauspielerfreund Mark Oosterveen übernahm die Rolle von Polonius. Jeremiah O’Connor, der König Hamlets Geist verkörpert, spielte in einer Reihe von Fernsehserien und zuletzt in dem Film The Ministry of Ungentlemanly Warfare. Tilly Steele, die in Fernsehserien wie Victoria oder Doctor Who spielte, übernahm die Rolle von Ophelia. Dipo Ola spielt im Stück Laertes und Gareth Turkington Claudius. Die US-Amerikanerin Jen Cohn übernahm die Rolle von Horatio. Sie war in der Vergangenheit für eine Vielzahl von Videospielen als Sprecherin tätig.

### Filmmusik und Veröffentlichung
Die Filmmusik komponierte der Klangkünstler Jamie Perera. Er lebt in East London.
Die Weltpremiere des Films fand am 10. März 2024 beim South by Southwest Film Festival statt. Im August 2024 wurde er beim New Zealand International Film Festival vorgestellt. Im Oktober 2024 wurde Grand Theft Hamlet beim Hamptons International Film Festival, beim Sitges Film Festival und beim Film Festival Cologne gezeigt. Der Kinostart im Vereinigten Königreich erfolgte am 6. Dezember 2024. Am 17. Januar 2025 kam Grand Theft Hamlet in die US-Kinos. Am 21. Februar 2025 wurde er in das Programm des Streamingdienstes MUBI aufgenommen.

## Rezeption

### Kritiken
Von den bei Rotten Tomatoes aufgeführten Kritiken sind 97 Prozent positiv. Bei Metacritic erhielt der Film einen Metascore von 81 von 100 möglichen Punkten.
Sidney Schering schreibt in seiner Kritik für Filmstarts, Grand Theft Hamlet führe in unvergleichlicher Selbstverständlichkeit und mit beeindruckender Vehemenz vor, wie kunstvolle Unterhaltung selbst Jahrhunderte später zu uns spricht und Geborgenheit sowie Antrieb bietet. Die mittels Echtzeit-Spielegrafik erstellte Doku entfalte sich somit unweigerlich zum Liebesbrief an Kulturstätten als „dritte Orte“, Gemeinschaftsorte ohne zwingenden Zusammenhang mit Beruf und Familie, die unterschiedlichste Menschen durch soziale Teilhabe zusammenbringen. Sam Crane und Pinny Grylls hätten mit ihrer gemeinsamen Regiearbeit aber keinen glattgebügelten Kulturförderungswerbespot abgeliefert, sondern zeigten auch auf, wie GTA Online und die Planungen der Hamlet-Aufführung zwischenzeitlich für Risse in ihrer Beziehung sorgten. Andererseits sei Grand Theft Hamlet auch ein Lachfest, manchmal schlicht der Absurdität geschuldet, wenn krude Spielfiguren zu sehen sind, während verletzliche Gespräche geführt werden, andere Male amüsierten die skurrilen Möglichkeiten von GTA Online, wie schräge Avatar-Designs und die nicht ganz stimmige Physik innerhalb des Spiels.

### Einsatz im Unterricht
Das Onlineportal kinofenster.de empfiehlt den Film in der Oberstufe für die Unterrichtsfächer Englisch, Deutsch, Darstellendes Spiel, Ethik und Gesellschaftswissenschaften und bietet Materialien zum Film für den Unterricht. Dort schreibt Severin Schwalb, mögliche Fragen für ein Filmgespräch seien die Auswirkungen der Corona-Pandemie auf unterschiedliche Formen von Kunst und die  Gemeinsamkeiten und Unterschiede der Darstellung von Gewalt im Spiel GTA und dem Stück Hamlet.

### Auszeichnungen

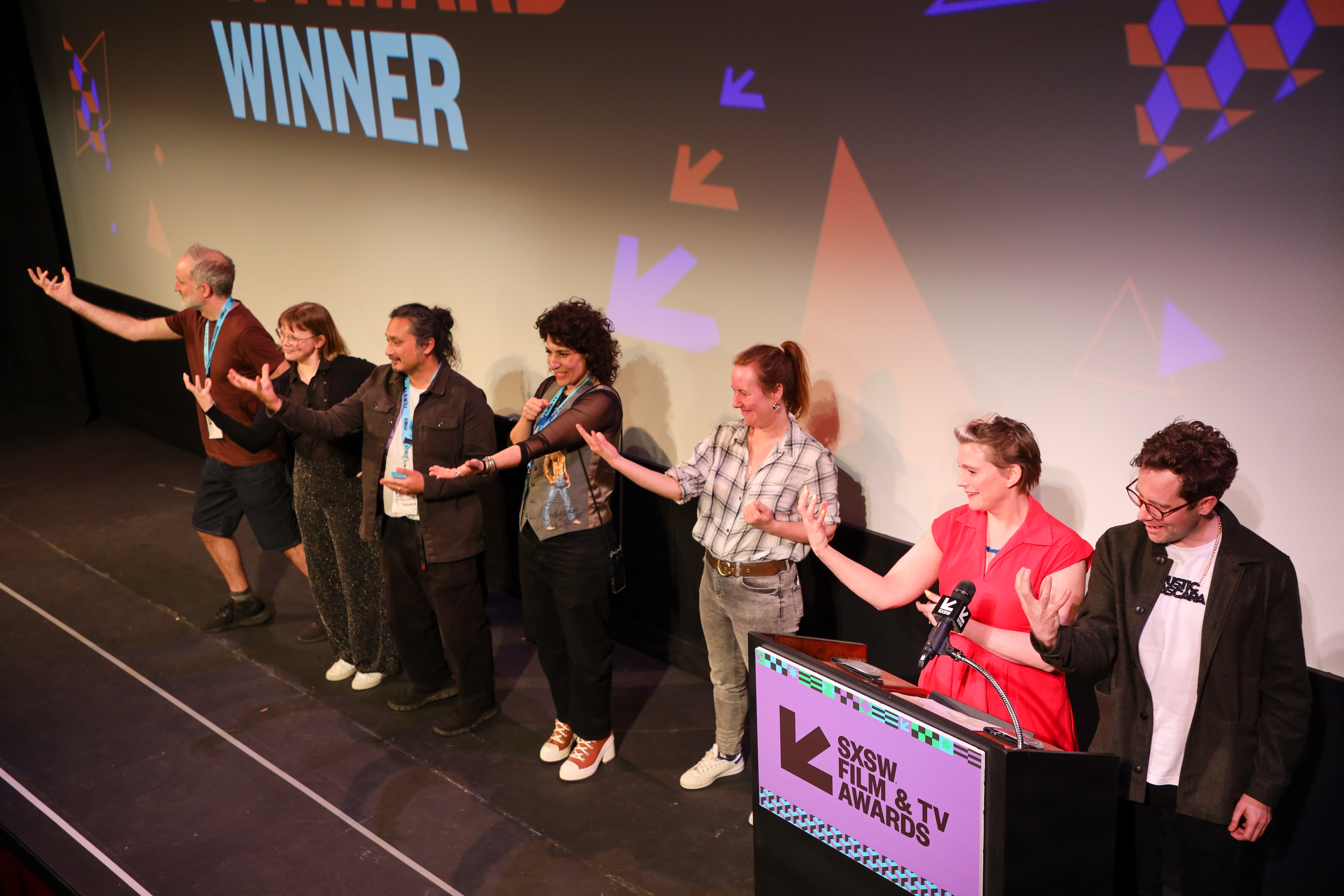
Die Beteiligten im März 2024 beim South by Southwest Film Festival

Im Rahmen der Verleihung der British Independent Film Awards 2024 befindet sich Grand Theft Hamlet in der Longlist für den Raindance Maverick Award. Im Folgenden eine Auswahl von Nominierungen und Auszeichnungen.
British Independent Film Awards 2024
- Nominierung als Bester Dokumentarfilm (Pinny Grylls, Sam Crane, Julia Ton und Rebecca Wolff)
- Auszeichnung für das Beste Regiedebüt (Pinny Grylls und Sam Crane)
- Nominierung als Beste Nachwuchsproduzentin (Rebecca Wolff)
- Auszeichnung mit dem Raindance Maverick Award (Pinny Grylls, Sam Crane, Julia Ton und Rebecca Wolff)[17][18]

Cinema Eye Honors Awards 2024
- Nominierung als Bester Debütfilm (Pinny Grylls und Sam Crane)[19]

Hamptons International Film Festival 2024
- Nominierung im Documentary Competition[20]

London Critics’ Circle Film Awards 2025
- Nominierung als Bester Dokumentarfilm[21]

Sitges Film Festival 2024
- Auszeichnung als Bester Dokumentarfilm mit dem Carnet Jove Jury Award[22]

South by Southwest Film Festival 2024
- Auszeichnung mit dem Grand Jury Award im Documentary Competition